# Мадона Чинкве Вје (Пјаченца)
Мадона Чинкве Вје је насеље у Италији у округу Пјаченца, региону Емилија-Ромања.
Према процени из 2011. у насељу је живело 67 становника. Насеље се налази на надморској висини од 89 м.